# Plejadenweg
Plejadenweg is een straat in Amsterdam-Noord. De straat is vernoemd naar Zevengesternte, Plejaden.
De straat loopt voor wat betreft nummering van zuidwest naar noordoost, maar is in de omgekeerde volgorde aangelegd. De naam is vastgelegd tijdens een raadsbesluit van 30 januari 1935, maar al op 26 oktober 1921 was de naam bij een raadsbesluit vastgelegd voor het ten noorden van de Meteorenweg gelegen Plejadenplein.. Bij de indeling van kiesdistricten in Amsterdam, bekendgemaakt in de Staatscourant van maandag 18 mei 1925 pagina 11, wordt de straat al genoemd. Ze is gelegen in Tuindorp Oostzaan. In het zuidoosten begint ze bij de Kometensingel bij brug 440; in het noordoosten eindigt ze op de Meteorenweg.
De eerste huisjes kwamen eveneens midden jaren dertig, maar dan alleen als zijstraat van de Meteorenweg. De huisnummer 31-37 (oneven) en 30-32 (even) werden toen neergezet. Eind 1937 begon met aan de bouw van het stuk naar de Kometensingel met huisnummers 9-29 (oneven) en 12-28. Het zijn alle eengezinswoningen, haast gebouwd volgens een standaard stramien. Gezien het feit dat lagere nummers ontbreken lijkt het te veronderstellen dat er nog plannen waren de straat door te trekken, maar sinds 1937 kent de straat haar eindpunt (qua bebouwing) aan het watertje Oostertocht. De straat kwam net als grote delen van Tuindorp Oostzaan in januari 1960 onder water te staan als gevolg van een dijkdoorbraak in Zijkanaal H.